# Mor ve Ötesi
Mor ve Ötesi è un gruppo musicale turco formatosi ad Istanbul nel 1995.
Hanno rappresentato la Turchia all'Eurovision Song Contest 2008 con il brano Deli.

## Formazione
- Harun Tekin - voce, chitarra
- Kerem Kabadayı - batteria
- Burak Güven - basso
- Kerem Özyeğen - chitarra

## Discografia

### Album in studio
- 1996 – Şehir
- 1999 – Bırak zaman aksın
- 2001 – Gül kendine
- 2004 – Dünya yalan söylüyor
- 2006 – Büyük düşler
- 2008 – Başıbozuk
- 2010 – Masumiyetin ziyan olmaz
- 2012 – Güneşi beklerken
- 2022 – Sirenler

### EP
- 2002 – Yaz